# Daniela Merighetti
Daniela Merighetti nació el 5 de julio de 1981 en Brescia (Italia), es una esquiadora que tiene 1 victoria en la Copa del Mundo de Esquí Alpino (con un total de 6 podiums).

## Resultados

### Juegos Olímpicos de Invierno
- 2006 en Turín, Italia
  - Descenso: 32.ª
- 2014 en Sochi, Rusia
  - Descenso: 4.ª

### Campeonatos Mundiales
- 2007 en Åre, Suecia
  - Combinada: 15.ª
  - Descenso: 17.ª
- 2009 en Val d'Isère, Francia
  - Descenso: 16.ª
- 2011 en Garmisch-Partenkirchen, Alemania
  - Descenso: 7.ª
  - Super Gigante: 9.ª
- 2013 en Schladming, Austria
  - Super Gigante: 7.ª
- 2015 en Vail/Beaver Creek, Estados Unidos
  - Descenso: 8.ª

### Copa del Mundo

#### Clasificación general Copa del Mundo
- 2002-2003: 59.ª
- 2003-2004: 91.ª
- 2005-2006: 53.ª
- 2006-2007: 48.ª
- 2007-2008: 44.ª
- 2008-2009: 32.ª
- 2009-2010: 36.ª
- 2010-2011: 20.ª
- 2011-2012: 15.ª
- 2012-2013: 30.ª
- 2013-2014: 41.ª
- 2014-2015: 35.ª

#### Clasificación por disciplinas (Top-10)
- 2008-2009:
  - Combinada: 10.ª
- 2009-2010:
  - Descenso: 8.ª
- 2010-2011:
  - Descenso: 10.ª
- 2011-2012:
  - Descenso: 7.ª
- 2012-2013:
  - Descenso: 7.ª

#### Victorias en la Copa del Mundo (1)

##### Descenso (1)
| Fecha               | Lugar             |
| ------------------- | ----------------- |
| 14 de enero de 2012 | Cortina d'Ampezzo |